# Star Theatre
Star Theatre, znany też jako Demolishing and Building Up the Star Theatre – amerykański dokumentalny krótkometrażowy film z 1901 roku.

## Wyróżnienia
| Rok wpisania | National Film Registry |
| ------------ | --- |
| 2002         | Lista filmów budujących dziedzictwo kulturalne USA utworzona przez National Film Preservation Board i przechowywana w Bibliotece Kongresu Stanów Zjednoczonych |